# جاعل (فیلم ۲۰۱۴)
جاعل (به انگلیسی: The Forger) فیلمی است محصول سال ۲۰۱۴ و به کارگردانی فیلیپ مارتین است. در این فیلم بازیگرانی همچون جان تراولتا، کریستوفر پلامر، ابیگیل اسپنسر، جنیفر ایلی، تای شرایدن، ویکتور گوجکاج و انسون مونت ایفای نقش کرده‌اند.
خلاصه داستان : فیلم جاعل 2014 ، یک سارق با پدر و پسرش تلاش می کنند یک نقاشی گران قیمت را جعل کرده و نسخه اصلی را سرقت کنند. آنها با همراه هم نقشه بزرگترین سرقت زندگیشان را طراحی می کنند…